# Magreglio
Magreglio – miejscowość i gmina we Włoszech, w regionie Lombardia, w prowincji Como, położona nad rzeką Lambro, w pobliżu jeziora Como.
Według danych na rok 2004 gminę zamieszkiwało 457 osób, 152,3 os./km².